# Dereon Seabron
Dereon Seabron, né le 26 mai 2000 à Norfolk dans l'État de Virginie, est un joueur américain de basket-ball évoluant au poste d'arrière et mesurant 1,95 m.

## Biographie

### Carrière professionnelle

#### Pelicans de La Nouvelle-Orléans (depuis 2022)
Il est choisi par les Pelicans de La Nouvelle-Orléans en 41e position lors de la draft 2022, il n'est pas sélectionné mais signe un contrat two-way avec les Pelicans de La Nouvelle-Orléans quelques jours plus tard.
Il est licencié le 7 avril 2023 puis resigné via le même contrat deux jours plus tard.

## Palmarès
- ACC Most Improved Player (2022)
- Second-team All-ACC (2022)

## Statistiques

### Universitaires
| Saison    | Équipe   | Matchs   | Titul.   | Min./m   | % Tir    | % 3pts   | % LF     | Rbds/m.  | Pass/m.  | Int/m.   | Ctr/m.   | Pts/m.   |
| --------- | -------- | -------- | -------- | -------- | -------- | -------- | -------- | -------- | -------- | -------- | -------- | -------- |
| 2019-2020 | NC State | Redshirt | Redshirt | Redshirt | Redshirt | Redshirt | Redshirt | Redshirt | Redshirt | Redshirt | Redshirt | Redshirt |
| 2020-2021 | NC State | 24       | 8        | 17.4     | .485     | .250     | .576     | 3.5      | .8       | .7       | .3       | 5.2      |
| 2021-2022 | NC State | 32       | 32       | 35.8     | .491     | .256     | .713     | 8.2      | 3.2      | 1.4      | .1       | 17.3     |
| Carrière  | Carrière | 56       | 40       | 27.9     | .490     | .254     | .694     | 6.1      | 2.2      | 1.1      | .2       | 12.1     |